# Dorota Gawryluk
Dorota Gawryluk z domu Zelek (ur. 4 marca 1972 w Limanowej) – polska dziennikarka, prezenterka telewizyjna, radiowa oraz aktorka.

## Życiorys
Wychowywała się w Kamionce Małej, gdzie uczęszczała do szkoły podstawowej. W 1987 wyjechała do Warszawy, gdzie ukończyła XXVI Liceum Ogólnokształcące im. H. Jankowskiego "Kuby" (obecnie im. J. Tuwima). Absolwentka dziennikarstwa na Uniwersytecie Warszawskim.
W 1994 rozpoczęła pracę w Telewizji Polsat; najpierw jako reporterka, następnie prowadząca, a w 2001 jako zastępca szefa programu Informacje oraz Polityczne graffiti. Później była szefową publicystyki i opiekunką merytoryczną programu Interwencja.
Od 6 grudnia 2004 do 27 lutego 2007 była prowadzącą Wiadomości w TVP1. Była też gospodynią programu publicystycznego Forum. Po usunięciu ze stanowiska prezesa TVP Bronisława Wildsteina i odejściu z Wiadomości reporterów politycznych Dominiki Długosz i Jacka Karnowskiego, odeszła z TVP na miesięczny urlop. 27 kwietnia 2007 poinformowała, że nie wróci do TVP.
Wkrótce potem prasa poinformowała, że przyjęła propozycję pracy od właściciela Polsatu Zygmunta Solorza-Żaka i rozpoczęła pracę w TV Biznes, gdzie prowadziła program publicystyczny Sam na sam. Od czerwca 2008 do marca 2009 prowadziła autorski program Dorota Gawryluk – Konfrontacje w Polsacie. Od lutego 2009 prowadzi Wydarzenia w Polsacie, a od marca do grudnia 2016 była też szefową tego programu. W Polsat News prowadziła programy: Gość Wydarzeń, od kwietnia 2013 do 2015 na zmianę z Jarosławem Gugałą Premierzy, od lutego do grudnia 2016 Prezydenci i premierzy oraz od marca do grudnia 2017 prowadziła autorski program #DorotaGawrylukZaprasza. W marcu 2018 została dyrektorem pionu informacji i publicystyki Telewizji Polsat, w grudniu 2023 roku została odwołana z tej funkcji. Objęła następnie stanowisko dyrektora pionu kanałów tematycznych. Od marca 2024 prowadzi autorski program Lepsza Polska.
Pisała felietony dla tygodnika „Uważam Rze” oraz dzienników „Rzeczpospolita” i „Fakt”. Pracowała w radiu Tok FM, gdzie prowadziła poranne pasmo oraz w Programie I Polskiego Radia, w którym przeprowadzała wywiady z politykami w sobotniej audycji Sygnały dnia.

## Życie prywatne
Interesuje się modą. Od 1993 roku zamężna z Jerzym Gawrylukiem. Para ma dwoje dzieci, syna Nikona (ur. 1993) i córkę Marię (ur. 2011).

## Nagrody i nominacje
- Cztery nominacje do „Telekamer”,
- Nominacja do diamentu telewizyjnego Gazety Wyborczej
- Nominacja do Grand Press za wyborcze graffiti
- Odkrycie dziennikarskie 1999 miesięcznika Press
- Nagroda Ostrego Pióra BCC za krzewienie wiedzy ekonomicznej

## Filmografia
- 2000 – Świat według Kiepskich jako prezenterka telewizyjna (odc. 26)
- 2000–2001 – Adam i Ewa jako prowadząca Informacje w telewizji Polsat
- 2001 – Zostać miss jako dziennikarka Polsatu
- 2003 – Zostać miss 2 jako dziennikarka Polsatu
- 2010 – Ludzie Chudego jako prowadząca Wydarzenia w telewizji Polsat (odc. 10)
- 2018 – W rytmie serca jako prowadząca Wydarzenia w telewizji Polsat
- 2023 – Sługa Narodu jako prowadząca Puls Dnia w telewizji Polsat News